# 灰毛软紫草
灰毛软紫草（学名：Arnebia fimbriata）为紫草科软紫草属的植物。分布在蒙古以及中国大陆的宁夏、甘肃、青海等地，生长于海拔3,000米至4,000米的地区，见于戈壁、山前冲积扇和砾石山坡，目前尚未由人工引种栽培。

## 异名
- Macrotomia cana Tzvel.